# Afrodrepanus marshalli
Afrodrepanus marshalli là một loài bọ cánh cứng trong họ Bọ hung (Scarabaeidae).